# Elm Point
Elm Point is een kleine onbewoonde kaap in het noorden van de Amerikaanse staat Minnesota. De kaap ligt geïsoleerd van de rest van Minnesota, ten zuidwesten van het eveneens geïsoleerde maar veel grotere gebied Northwest Angle, en grenst aan de Canadese provincie Manitoba. Elm Point is over land alleen bereikbaar vanuit Minnesota via Canadees grondgebied. Per boot is het gebied bereikbaar door de Baai van Muskeg van het Lake of the Woods over te varen. Elm Point vormt net als de nabijgelegen Northwest Angle en Point Roberts in de staat Washington een Amerikaanse exclave die is ontstaan toen de 49ste breedtegraad in de 19e eeuw de grens ging vormen tussen de Canadese provincies Brits-Columbia, Alberta, Saskatchewan en Manitoba, en de Amerikaanse staten Washington, Idaho, Montana, North Dakota en Minnesota.

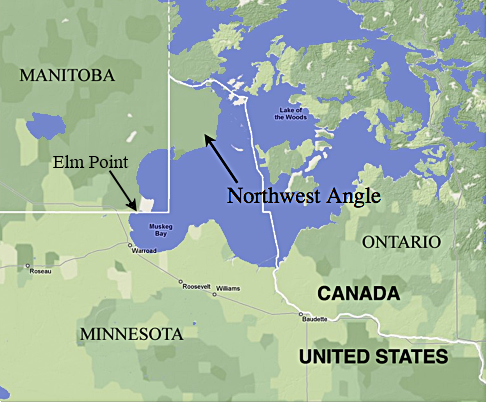
Kaart toont Elm Point in relatie tot Northwest Angle